# Топана
Топана (рум. Topana) — село у повіті Олт в Румунії. Входить до складу комуни Топана.
Село розташоване на відстані 133 км на захід від Бухареста, 45 км на північ від Слатіни, 77 км на північний схід від Крайови, 126 км на південний захід від Брашова.

## Населення
За даними перепису населення 2002 року у селі проживали 523 особи, з них 522 особи (99,8%) румунів. Усі жителі села рідною мовою назвали румунську.